# SS Monarch
El SS Monarch fue un carguero de pasajeros y carga construido en 1890 que operaba en los Grandes Lagos. Se hundió frente a la costa de Isla Royale, en el Lago Superior, en 1906, y los restos de su naufragio y su carga siguen en el fondo del lago. El pecio se incluyó en el Registro Nacional de Lugares Históricos en 1984.

## Hundimiento

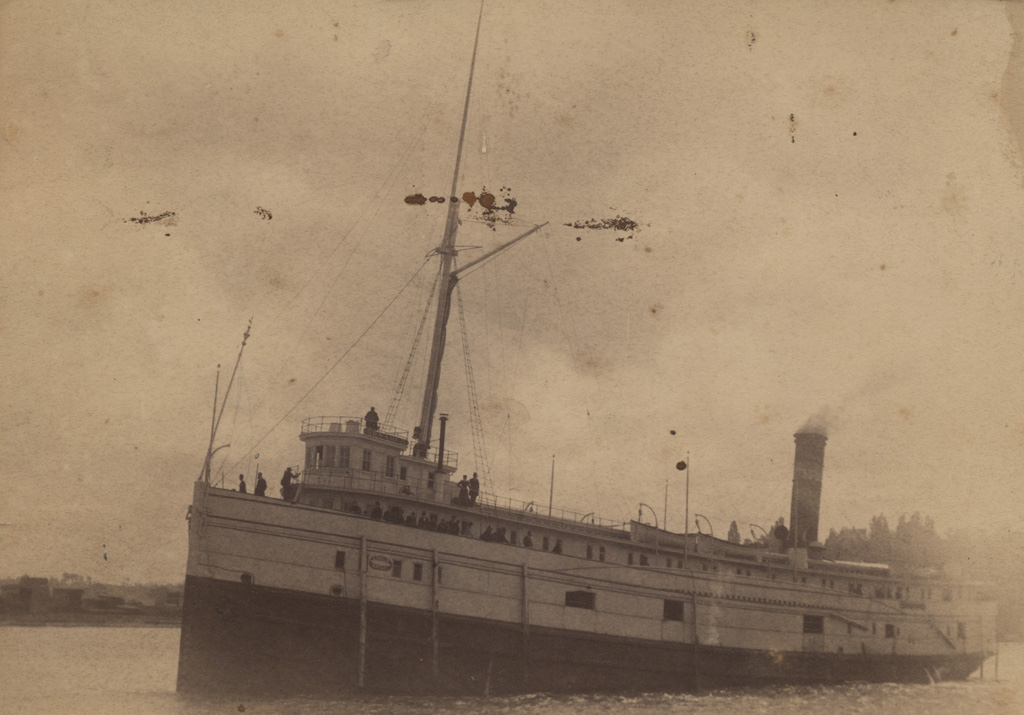
El Monarch

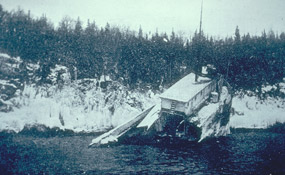
Sección de proa del Monarch

El 6 de diciembre de 1906, el Monarch terminó de cargar un cargamento de trigo, avena, salmón y mercancías en general y partió de Thunder Bay rumbo a Sarnia en medio de una tormenta de nieve cegadora. Por alguna razón, el barco se desvió de su rumbo previsto y esa noche chocó a toda velocidad contra la zona de empalizadas del lado norte de Blake Point, en Isla Royale. El maquinista del barco mantuvo el motor en marcha para mantener la posición del barco en la orilla, y John D. McCallum, hermano del primer oficial Burt McCallum, llevó un cabo hasta la orilla a través del mar embravecido. McCallum, hermano del primer oficial Burt McCallum, llevó un cabo a la costa a través del mar embravecido.
La tripulación y los pasajeros utilizaron el cabo para escapar del naufragio, y sólo pereció una persona. Los supervivientes acamparon en la isla Royale durante cuatro días, rescatando alimentos del naufragio y manteniendo encendidas las señales luminosas, antes de ser rescatados el 10 de diciembre de 1906.
Durante la noche del 11 al 12 de diciembre de 1906, el pecio se partió en dos y sólo quedó visible la sección de proa. Las operaciones de salvamento del Monarch se llevaron a cabo durante los dos años siguientes, y el motor y la maquinaria asociada se recuperaron en 1908.

## Pecio
El pecio de madera se ha desintegrado, aunque se pueden ver algunos restos. Grandes trozos de restos de madera están esparcidos por el fondo del Lago Superior a profundidades de entre 3,0 y 24,4 metros), y hay un tesoro de la carga del Monarch todavía en el fondo cerca de los restos del naufragio. Aproximadamente 85 inmersiones se realizaron en los restos del naufragio en 2009 de 1.062 inmersiones realizadas en naufragios en el Parque nacional Isle Royale.